# Erdweg
Erdweg est une commune de Bavière (Allemagne), située dans l'arrondissement de Dachau, dans le district de Haute-Bavière.

## Personnalités liées à la ville
- Mathias Kneissl (1875-1902), brigand né à Unterweikertshofen.